# Hieracium ardissonei
Hieracium ardissonei es una especie de planta con flor del género Hieracium, de la familia Asteraceae, orden Asterales.

## Distribución
Hieracium ardissonei se distribuye por Francia.

## Taxonomía
Fue descrita científicamente por Zahn. Fue publicada en E.Burnat, Hierac. Alp. Mar.: 404, corr. (1916).